# Spoorlijn 108
Spoorlijn 108 is een Belgische spoorlijn die Erquelinnes met Mariemont verbond. De spoorlijn was 22,7 km lang.

## Geschiedenis

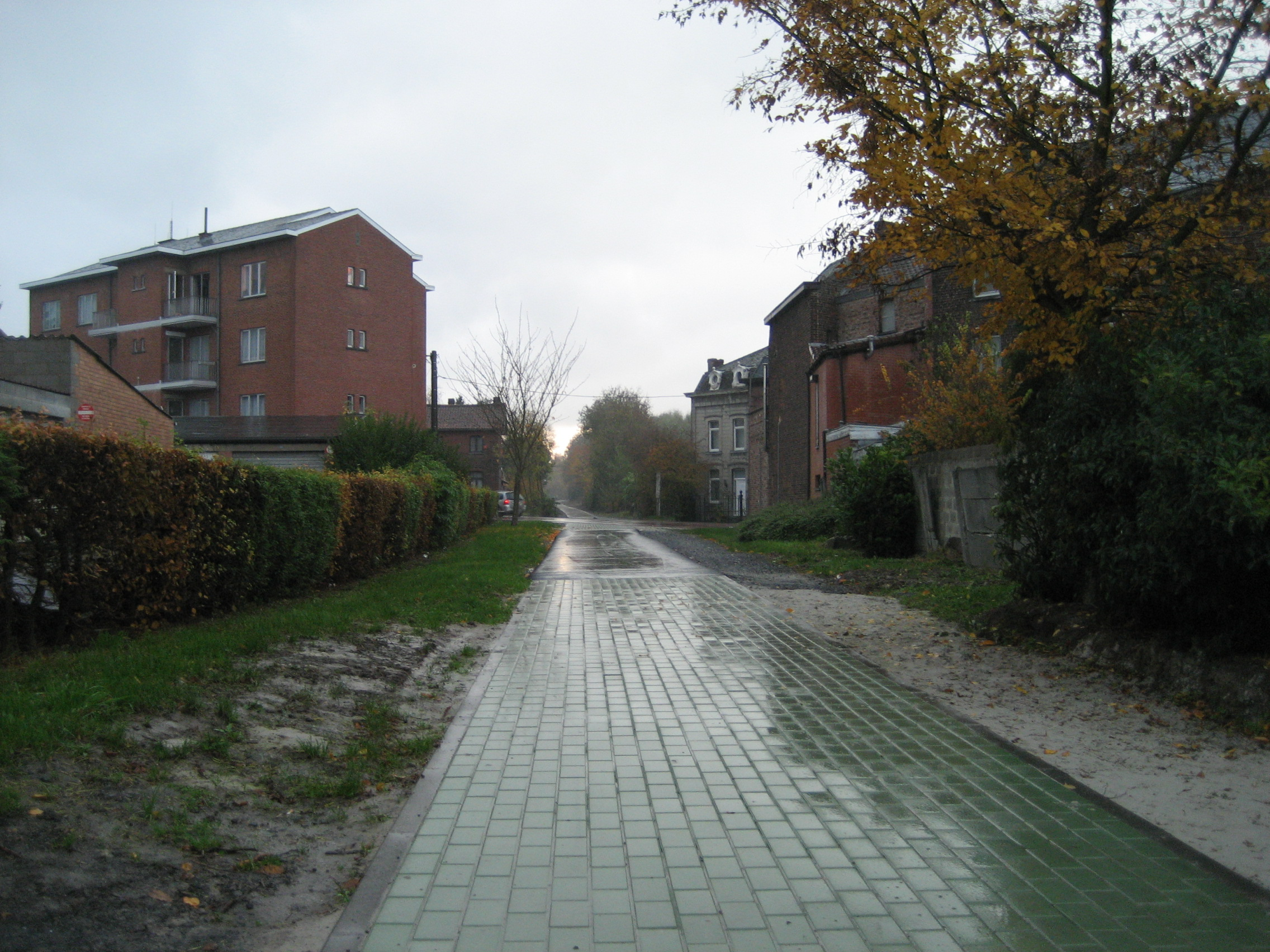
Vanaf Binche is er thans een fietspad aangelegd op het tracé van de lijn.

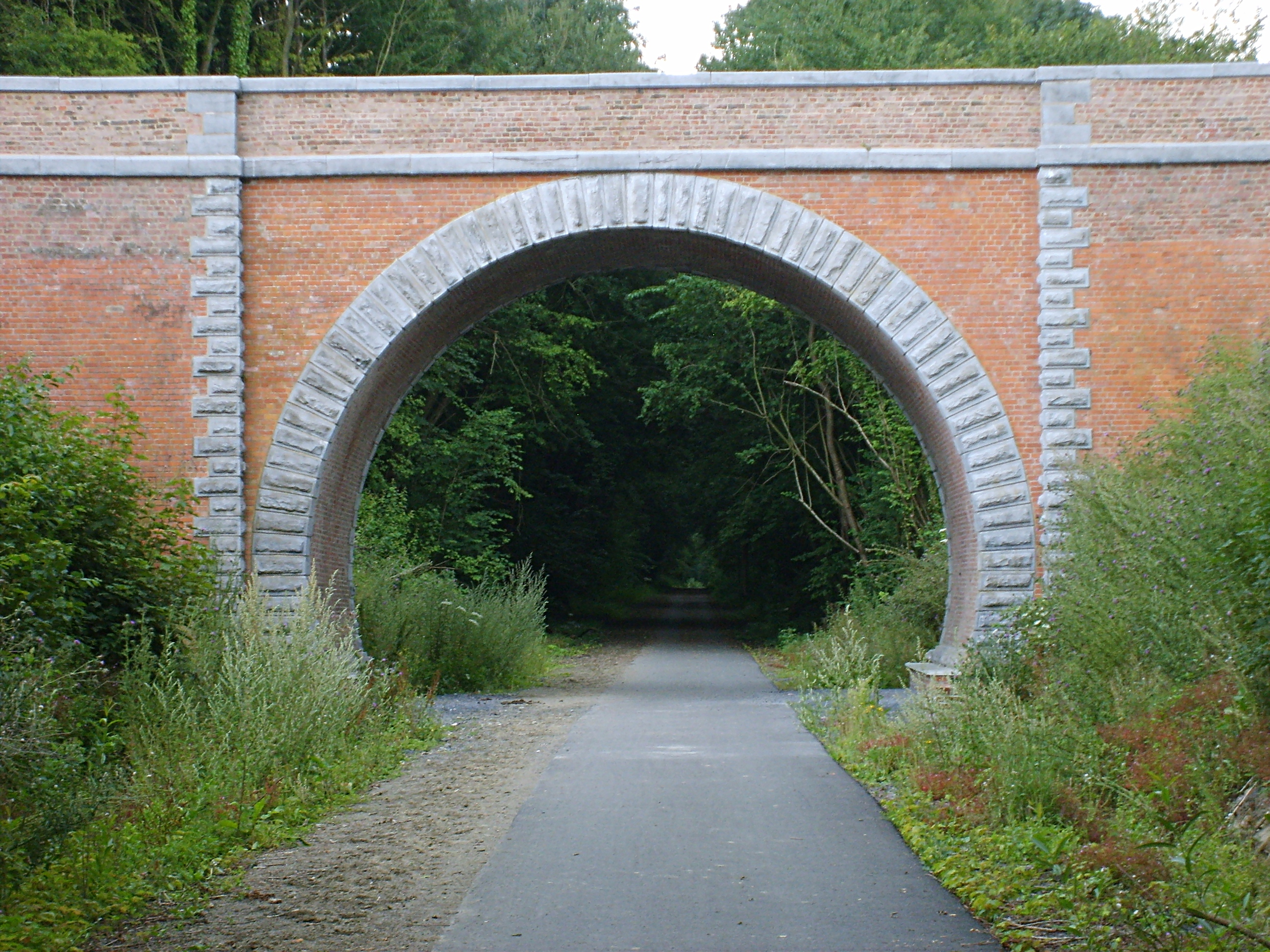
Brug naast Vellereille-les-Brayeux

Op 2 mei 1857 werd de spoorlijn officieel geopend door de spoorwegmaatschappij "Chemin de fer de Centre", die in 1878 werd genationaliseerd. De spoorlijn werd over de ganse lengte op dubbelspoor gebracht in 1860.
Tussen Binche en Erquelinnes werd het reizigersverkeer stopgezet op 4 november 1962. Tot 1984 was er nog goederenverkeer tot Grand-Reng. In 1987 werden tussen Binche en Erquelinnes de sporen opgebroken.
Op 9 mei 1983 was de spoorlijn tussen Binche en de vertakking Y Mariemont geëlektrificeerd met een bovenleidingsspanning van 3 kV. Het verkeer op de lijn nam gestaag af, goederenverkeer werd stopgezet op 31 december 1999 en op 18 februari 2002 werd de spoorlijn teruggebracht tot enkelspoor.

## Huidige toestand
Er werd op de bedding een RAVeL fiets-/wandelpad aangelegd in asfalt van station Binche via Fauroeulx tot 1.5 km voor Erquelinnes (13.5 Km).

## Treindiensten
De NMBS verzorgt het personenvervoer met IC- en Piekuurtreinen.
| Serie       | Treinsoort          | Route                                                                              | Bijzonderheden                                    |
| ----------- | ------------------- | ---------------------------------------------------------------------------------- | ------------------------------------------------- |
| IC 11       | Intercity (NMBS)    | Binche – La Louvière-Centrum – Brussel-Zuid – Schaarbeek [ – Mechelen – Turnhout ] | Rijdt in het weekend tussen Binche en Schaarbeek. |
| P 7740/8740 | Piekuurtrein (NMBS) | Binche – La Louvière-Centrum – Brussel-Zuid – Schaarbeek                           | Rijdt alleen op werkdagen.                        |

## Aansluitingen
In de volgende plaatsen is of was er een aansluiting op de volgende spoorlijnen:
Y Mariemont
Spoorlijn 112 tussen Marchienne-au-Pont en La Louvière-Centrum
Leval
Spoorlijn 241 tussen Leval en Péronnes-lez-Binche
Spoorlijn 251 tussen Y Bois-des-Vallées en Leval
Faroeulx
Spoorlijn 109 tussen Cuesmes en Chimay
Erquelinnes
Spoorlijn 130A tussen Charleroi-Centraal en Erquelinnes
RFN 242 000, spoorlijn tussen Creil en Jeumont